# 미국의 아프가니스탄 침공
미국의 아프가니스탄 침공은 9·11 테러 이후 2001년 말 벌어진 전쟁으로, 여러 밀접한 동맹국들의 지원을 받았다. 이 전쟁은 아프가니스탄 내전 직후 발발한 것으로, 주요 목표는 알카에다였다. 이들은 탈레반을 정권에서 몰아내 알카에다의 주요 거점을 파괴하려고 했다. 영국이 미국의 주요 동맹국으로, 침공 준비 단계 때부터 군사 행동에 대한 지지를 표명했다.
미국 대통령 조지 W. 부시는 탈레반에게 1998년부터 FBI가 신병 인도를 요구한 오사마 빈라덴의 인도를 재요구했으나 탈레반은 이를 거절하고 그의 9·11 테러에 대한 개입의 확실한 증거를 요구했다. 탈레반은 테러 거점 폐쇄를 비롯한 다른 요구들을 묵살했다. 하지만 탈레반의 요구는 미국에 의해 거절되었다. 미국과 동맹국은 2001년 12월 17일 탈레반을 정권에서 축출했지만, 이들의 주요 인사들은 파키스탄으로 도망치는 등의 여러 이유로 인해 체포되지 않았다.